# Lijst van burgemeesters van Steenwijkerwold
Dit is een lijst van burgemeesters van de voormalige Nederlandse gemeente Steenwijkerwold in de provincie Overijssel. Op 1 januari 1973 werden Steenwijk en Steenwijkerwold samengevoegd tot de nieuwe gemeente Steenwijk
| Ambtsperiode | Naam burgemeester                             | Partij of stroming | Bijzonderheden                                           |
| ------------ | --------------------------------------------- | ------------------ | -------------------------------------------------------- |
| 1811 - 1813  | Koop Harms Dedden                             |                    | maire                                                    |
| 1813 - ??    | G. Heggers                                    |                    | schout                                                   |
| 1818 - 1837  | mr. Christiaan Jan Fabius                     |                    |                                                          |
| 1837 - 1854  | Antonius Johannes Scriverius                  |                    |                                                          |
| 1854 - 1864  | jhr.mr. Hendrik Pilgrum Marius Cato van Ingen |                    |                                                          |
| 1864 - 1900  | Albertus François Stroink                     |                    |                                                          |
| 1900 - 1939  | George Willem Stroink                         |                    |                                                          |
| 1939 - 1944  | François Marinus van Panthaleon baron van Eck |                    |                                                          |
| 1944         | H.O.K. Reinsberg                              |                    | waarnemend                                               |
| 1944 - 1945  | A. Klijnsma                                   |                    | waarnemend                                               |
| 1945         | M. Kwakkel                                    |                    | waarnemend na de bevrijding tot de terugkeer van Van Eck |
| 1945 - 1962  | François Marinus van Panthaleon baron van Eck |                    | werd burgemeester van Noordoostpolder                    |
| 1963 - 1972  | drs. Leonard Gerard Boldingh                  | VVD                |                                                          |